# Francine Jordi
Francine Jordi, pseudónimo artístico de Francine Lehmann  (Worb, cantão de Berna, 24 de junho de 1977), é uma cantora pop helvética.

## Biografia
Ainda criança, Jordi já cantava para turistas japoneses em Interlaken. Mais tarde, ganhou o   Grand Prix der Volksmusik em 1998, com a canção Das Feuer der Sehnsucht. A partir de então, Jordi tornou-se uma verdadeira estrela na Suíça com vérios discos de ouro, sucessos em várias posições de destaque, bem como tournés por vários países de língua alemã. Ela também apresentou dois programas   na ARD.
Em 2002, ela representou a Suíça no Festival Eurovisão da Canção 2002 em  Tallinn, com uma canção em francês intitulada "Dans le jardin de mon âme". No outono daquele ano, ela fez uma tourné a solo por toda a Suíça.

## Discografia
- (1998) Das Feuer der Sehnsucht
- (1999) Ein Märchen aus Eis
- (2000) Wunschlos glücklich
- (2001) Verliebt in das Leben
- (2002) In Garten meiner Seele
- (2003) Alles steht und fällt mit Dir
- (2004) Einfach Francine Jordi
- (2005) Halt mich
- (2007) Dann kamst du
- (2009) Meine kleine grosse Welt